# Туркменский государственный энергетический институт
Государственный энергетический институт Туркменистана (туркм. Türkmenistanyñ döwlet energetika instituty) — учреждение высшего профессионального образования Туркменистана. Расположен в городе Мары. Создан в 1997 году на базе Высшего технического колледжа. В структуру университета входят два факультета — энергетической технологии и промышленной технологии. Ведется подготовка по 8 специальностям. Число студентов около 1500 человек (2019).
Ректор (2012-2019) — Солтанов Хаджымаммет
Ректор (2019-н.в) - С.Г. Назаров.

## Здание университета
В Мары 15 февраля 2010 года было введено в строй новое здание Государственного энергетического института Туркменистана стоимостью свыше 28,7 млн долларов США. В здании расположены удобные аудитории для ведения лекционных, практических и лабораторных занятий, чертежный зал, лингафонные кабинеты для изучения языков, помещения для интернет-кафе, столовой, библиотеки, физкультурный зал.

## Факультеты
- Энерго-технологический
- Промышленно-технологический
- Компьютеро-технологический
- Факультет Повышение классификации

## Справка
- Справка